# 太田村 (埼玉県南埼玉郡)
太田村（おおたむら）は埼玉県の北東部、南埼玉郡に属していた村。現在は久喜市立太田小学校などに名をとどめる。

## 地理

### 河川
- 中落堀川
- 青毛堀川（鷲宮町より野久喜地区中部・吉羽地区東部・現青葉地区西部を流れ古利根川に至る）
- 葛西用水（野久喜地区北部・青毛地区北部・栗原地区東部を流れ古利根川に至る）
- 古利根川
- 天王新堀
- 稲荷台用水
- 椎名落川
- 新規堀用水
- 中堀落川
- 掛堀用水（新規堀用水の支流より分流し、中堀落川の南側を並行し流下していた。現在は古利根川水循環センター北西部より下流の流路は切れ切れに残るのみで、本流は同地で中堀落川に合流する。）
- 平沼用水
- 平沼悪水
- 平沼分水（平沼用水・平沼悪水・平沼分水の現存流路は平沼落川を参照。）
- 流作水路（青毛字流作を西から東へ流下する水路。現在、流末はピースロード下の暗渠を流れる。）
- 栗原用水

池沼
- 天神池 - 吉羽字前、吉羽天満宮の南側の中堀落川を渡ったところに所在する池。

### 地名（小字）
| 栗原（くりばら・くりはら） - 川原（かわばら） - 前（まえ） - 谷足（やたれ） - 久保間（くぼま） - 北（きた） - 弁天島（べんてんじま：葛西用水路の琵琶溜井内に存在した島。南半分が栗原字川原。現、けやき台団地） - ひのえ（琵琶溜井周辺の地名、今日ではひのえ児童公園などに見ることができる。） | 青毛（おおげ・あおげ） - 中島（なかしま） - 流作（りゅうさく） - 中村（なかむら） - 川原（かわばら） - 本郷（ほんごう） - 平沼（ひらぬま） - 上青毛（かみあおげ・かみおおげ） - 大境（おおさかい） - 弁天島（べんてんじま：葛西用水路の琵琶溜井内に存在した島。北半分が青毛字本郷。現、けやき台団地） | 古久喜（こぐき） - 市ノ坪（いちのつぼ） - 和田（わだ） - 和田前（わだまえ） - 本田（ほんでん） - 丸島（まるしま） - 中島（なかじま） - 出来野（できの） |

| 野久喜（のぐき） - 出来野（できの） - 野合（のあい） - 上宿（かみじゅく） - 下宿（しもしゅく） - 丸島（まるしま） - 香取（かんどり） - 和田（わだ） - 和田前（わだまえ） - 本田（ほんでん） | 西（にし） - 向地（むこうち） - 西前（にしまえ） - 西（にし） | 吉羽（よしば） - 向地（むこうち） - 前（まえ） - 諏訪（すわ） - 下河原（しもかわら） - 上河原（かみかわら） - 一番方（いちばんがた） - 平沼（ひらぬま） - 沼向（ぬまむこう） - 山下（やました） - 宿（しゅく） - 上宿（かみしゅく） - 西前（にしまえ） - 西（にし） - 寺田（てらだ） - 高田（たかだ） |

注1：青毛の読み方は一般には「アオゲ」と読まれるが、古くからの住民には「オオゲ」という発音が定着している。このため地区名を「オオゲ」、青毛堀川を「オオゲ ボリ」と呼ぶ姿もよく見られる。これは中世の村名に「大毛」の文字が当てられていたことに由来する。
注2：「野久喜と古久喜」・「吉羽と西」はそれぞれ飛地の形状で複雑に入り組んでいたため、上記の他に多くの小字が共通している。

## 歴史
- 1873年（明治6年） - 吉羽学校が開校。
- 1882年（明治15年）6月 - 村域各村が幸手警察署の所轄となる。
- 1884年（明治17年） - 西村の名で連合戸長役場が置かれ、青毛村・栗原村・古久喜村・野久喜村・西村・吉羽村が連合し、吉羽村20番地の蜜蔵院を借り受け、戸長役場が設けられる。
- 1888年（明治21年） - 久喜幸手道（幸手新道・久喜新道）が後の村域を通過し、開通する。
- 1889年（明治22年）
  - 4月1日 - 町村制施行により、青毛村、栗原村、古久喜村、野久喜村、西村、吉羽村が合併し南埼玉郡太田村が成立する。
  - 同年 - 吉羽学校が太田尋常小学校と改称する。
- 1890年（明治23年）5月 - 南埼玉郡長の中村孫兵衛による知事への報告において、「村会議員の適否」・「町村会の情況」・「吏員と議会人民との折合」において「甲」の評価を受ける。『町村行政監督意見書』において第一等の評価を受ける。
- 1891年（明治24年）6月 - 太田村の他、南埼玉郡久喜町・鷲宮村・須賀村・篠津村・江面村・清久村の1町6箇村において勧業会が設置される。
- 1892年（明治25年）
  - 太田尋常小学校に補習科が設置される。同年、授業料の減額により太田尋常小学校の不就学生徒が355人より292人へと減少する。（就学率：50%未満）
  - 桑の栽培が盛んになる。当時の作付面積は4町であった。
- 1900年（明治33年）
  - 授業料の無償化により太田尋常小学校の不就学生徒数が34人となる。（就学率：90%）
  - 同年2月15日 - 太田尋常小学校の校舎が火災により焼失する。
- 1902年（明治35年）6月1日 - 村域が岩槻警察署久喜分署の管轄となる。
- 1908年（明治41年） - 在住の15歳より35歳の青年をもって青年会が組織される。
- 1910年（明治43年）8月 - 明治43年の大水害により水害が発生する。
- 1917年（大正6年） - 太田農業補習学校が発足する。
- 1923年（大正12年）9月1日 - 関東大震災により栗原・吉羽・西付近において震度9から10を記録する。この地域では液状化現象も発生する。青年団は久喜停車場・高架線（東武伊勢崎線）に出動し、幸手新道において休憩所を設け罹災者の救援にあたる。
- 1925年（大正14年） - 太田農業補習学校が学則変更により太田公民学校と改称する。
- 1926年（大正15年）7月1日 - 太田村青年訓練所が開所する。
- 1932年（昭和7年）4月 - 栗原の琵琶溜井に「葛西用水路五閘改修之碑」が建立される。
- 1933年（昭和8年） - 南埼玉郡・北葛飾郡・北足立郡における141の青年訓練所の参加により綾瀬川沿いにおいて合同演習が実施される。
- 1935年（昭和10年）6月18日 - 太田村青年訓練所が青年学校への名称変更を申請する。
- 1941年（昭和16年） - 太田尋常小学校が太田国民学校となる。
- 1947年（昭和22年）
  - 太田村立太田中学校が開校。
  - カスリーン台風により水害が起こる。
- 1948年（昭和23年） - 太田農業協同組合が設立される。
- 1950年（昭和25年）1月 - 太田村立太田中学校の新校舎落成式が行われる。
- 1954年（昭和29年）7月1日 - 久喜町、江面村、清久村と合併し、改めて久喜町となる。合併後は旧村名から太田地区と呼称される。
- 1971年（昭和46年）10月1日 - 久喜町が市制施行して久喜市となる。

## 産業
農業
1875年（明治8年）時点における村域の田畑の比率として、田21.3%（92町5反）・畑78.7%（341町3反）であった。1887年（明治20年）の調査では、田36%（167町3反）・畑64%（296町8反）となっている。これは村域の多くが古利根川の自然堤防の発達した位置に置かれていることと関係している。
- 農産物 - 米（水田・陸田）、麦、梨、ゴボウ（青毛ゴボウ）、ニンジン（栗原ニンジン）、大根（野久喜大根）、綿花、養蚕（蚕、桑の木）

工業
- レンガ工場（レンガこうば） - 現栗原より青葉にまたがり営業していた工場。粘土は主に近隣の田より仕入れ、生産物は馬車によって久喜幸手新道を通り出荷されていった。

## 教育
- 小学校
  - 太田村立太田小学校（現久喜市立太田小学校）
- 中学校
  - 太田村立太田中学校 - 1956年（昭和31年）久喜中学校と統合され、久喜町立久喜中学校となる。

## 出身有名人
- 柚木秀夫（野球選手・元読売ジャイアンツ）

## 神社・寺・史蹟・祭典
注意：この節に記した神社・寺院は過去に存在していたが、合祀等により閉村時点で現存していなかったものを含む。
- 青毛 - 五柱神社（青毛神社）、護摩山常樂寺（真言宗）、馬頭観音（現、青葉公園内）、大日堂、広福庵、平沼遺跡
- 栗原 - 諏訪神社、多聞院、琵琶溜井、川瀬家のイヌマキ
- 野久喜 - 太田神社（千勝神社、雷電神社）、青瀧神社、稲荷神社、香取神社、女体神社、西蔵院
- 古久喜 - 女体神社、神明神社、白山神社、稲荷神社、浅間神社（中島）、浅間神社（本田）、遍照院、薬師堂
- 西 - 高輪寺遺跡
- 吉羽 - 千勝神社、八王子神社、天神社（祭典：ささら）、諏訪神社、稲荷神社（一番方）、稲荷社（西）、稲荷社（宿）、高輪寺（高輪寺遺跡）、密蔵院（妙智寺と合併し高輪寺となる）、妙智寺

## 事件・事故
- 日清戦争により2名が戦没した。
- 六人斬り - 幸手新道において発生したとされる[6]。
- カスリーン台風による水害
- レンガ工場火災 - 現栗原・青葉にまたがる区域に存在した. 1965年（昭和40年）に火災のため焼失。